# Pișteștii din Deal
Pișteștii din Deal – wieś w Rumunii, w okręgu Gorj, w gminie Scoarța. W 2011 roku liczyła 999 mieszkańców.